# Hippuris vulgaris
Hippuris vulgaris (del griego ἵππος — caballo y οὐρά — cola), el pino acuático, es una especie de planta acuática del género Hippuris de la familia Plantaginaceae y se encuentra comúnmente en Eurasia y partes de América del Norte. Es una herbácea perenne que prefiere las aguas someras y no ácidas. No está estrechamente emparentada con la planta conocida como "cola de caballo" (Equisetum).

## Descripción

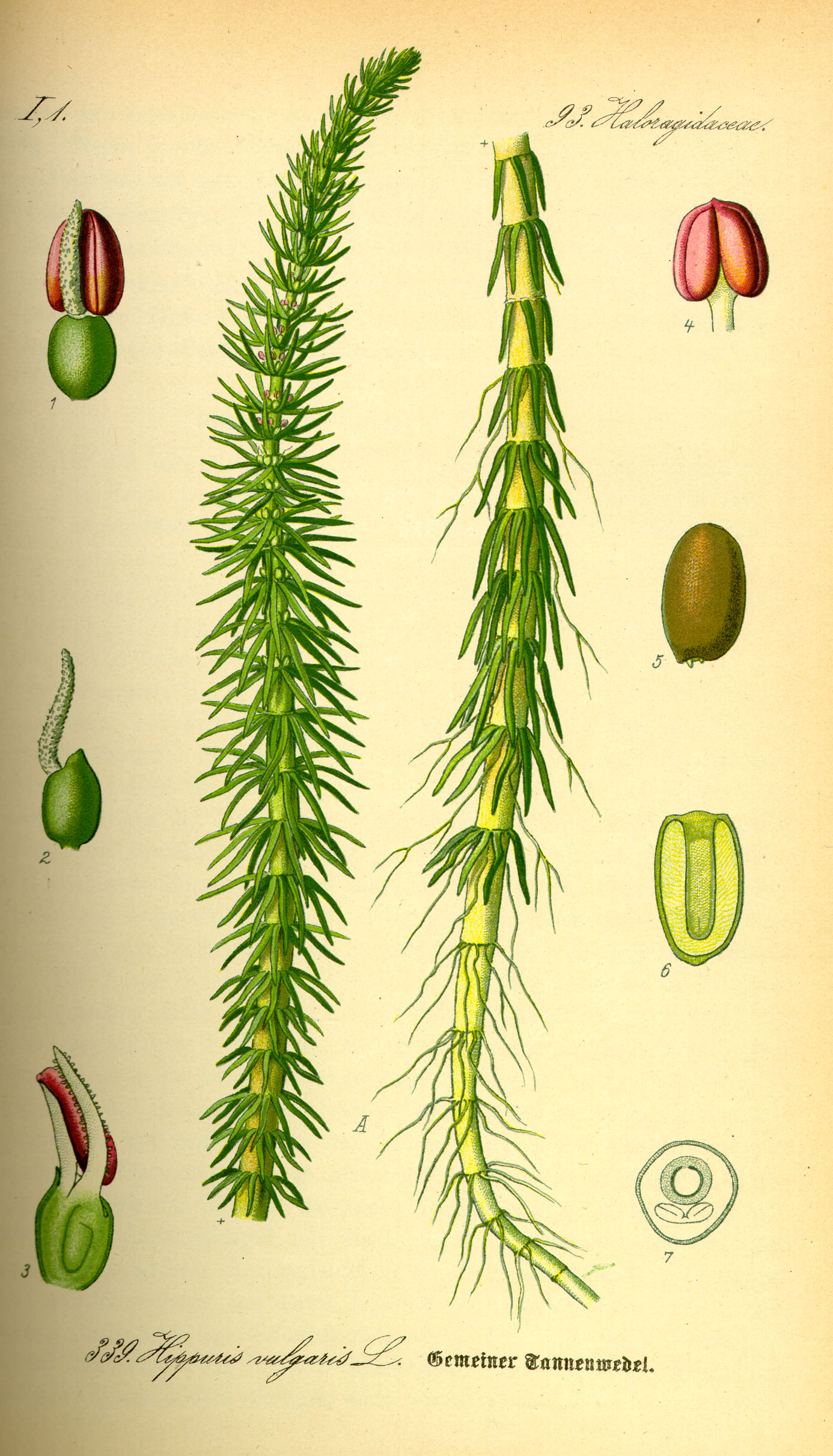
Ilustración

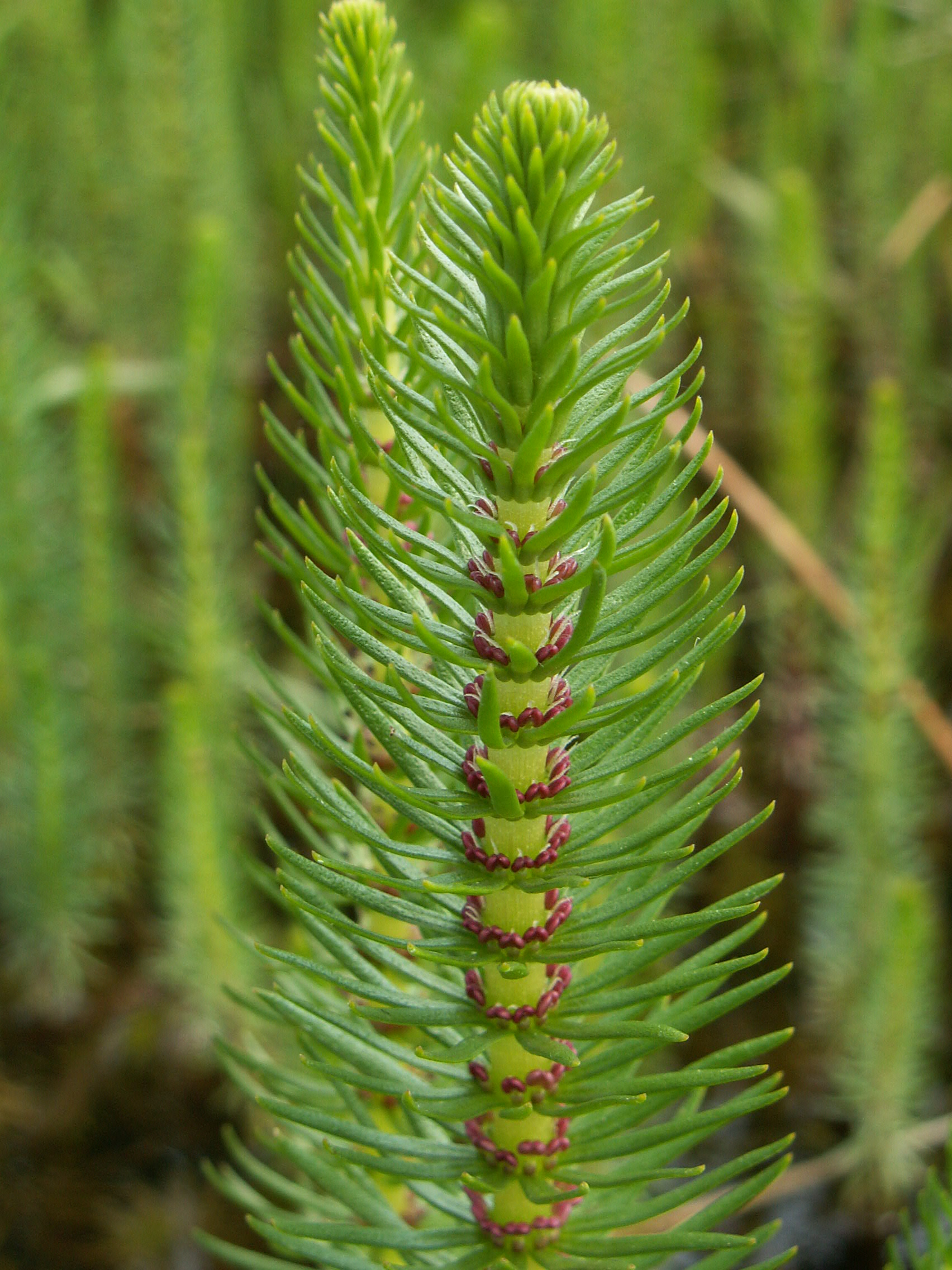
Detalle de las flores

Esta especie rizomatosa vive en aguas estancadas someras o marismas y, a veces, en pequeños ríos calcáreos de corriente muy lenta. Enraíza bajo el agua, pero los tallos están en gran parte sobre la superficie. Sus hojas se disponen en verticilos de 6 a 12; las emergidas tienen de 0,5 a 2,5 cm de largo y hasta 3 mm de ancho, mientras que las sumergidas son más finas y largas, sobre todo en los arroyos más profundos. 
Su tallo es rígido y no ramificado, a menudo curvado. Puede llegar a medir hasta 60 cm de largo y estar de 20 a 30 cm por encima del agua. Sus diminutas flores dioicas de color rojo parduzco, que florecen de junio a agosto, son poco significativas y no todas las plantas las producen. Son polinizadas por el viento. Tienen sépalos, pero no pétalos, con un solo estambre rojo. El fruto es un aquenio elíptico de 2-3 mm de longitud. Estudios sobre H. vulgaris realizados en la meseta tibetana muestran que emite mucho metano.

## Distribución
Hippuris vulgaris se encuentra en regiones templadas, más bien montañosas, o frías (tundra) de Europa y Asia, así como en Groenlandia, Alaska, Canadá y el noreste de Estados Unidos, así como en el sur de Chile.

## Usos
Hippuris vulgaris se utiliza como planta ornamental para estanques y jardines.

## Taxonomía
Hippuris vulgaris fue descrita por primera vez en 1753 por Carlos Linneo.